# Кушниров, Николай Александрович
Кушниров Николай Александрович (род. 20 августа 1945, Должок, Каменец-Подольская область) — украинский политик. Народный депутат Украины 3-го созыва.

## Биография
Родился 20 августа 1945 года в селе Должок Каменец-Подольского района Хмельницкой области.
В 1972 году окончил Терновской индустриальный техникум в городе Кривой Рог по специальности «горный техник-электромеханик».
В 1994 году окончил философский факультет Якутского университета, получил высшее образование в области социологии.
С 1964 года работал подземным крепёжником на шахте 17 БИС в городе Торез Донецкой области.
В 1964—1967 годах служил в Советской армии.
До 1971 года работал на Центральном горно-обогатительном комбинате (Кривой Рог). В 1971—1981 годах работал старшим машинистом окомкования, производственным мастером, начальником смены, старшим производственным мастером, начальником участка отдела технического контроля на Северном горно-обогатительном комбинате.
С 1981 года работал в городе Нерюнгри (Якутия): водитель, начальник автоколонны. В 1983—1985 годах — начальник Нерюнгринского СТК, в 1986—1991 годах — такелажник, начальник цеха, заместитель директора по производству завода по выпуску промышленной продукции.
В 1991—1992 годах — генеральный директор «Миркуш». В 1992—1996 годах — президент корпорации «Континент». С 1996 года — генеральный директор «Информ-медиа „Социалист Украины“» в Кривом Роге.

### Семья
Отец Александр Денисович (1905—1976); мать, Людмила Васильевна (1909) — пенсионерка.
Женат, имеет двоих детей. Жена Нина Фёдоровна (1945) — педагог-психолог; сын Руслан (1969) — директор предприятия в Кривом Роге; сын Сергей (1978).

## Политическая деятельность
В 1994—1999 годах — член Социалистической партии Украины. С мая 1996 года — управляющий делами политисполкома, с апреля 1997 года — секретарь политсовета СПУ.
В марте 1998 года избран народным депутатом Украины 3-го созыва от избирательного блока Социалистической и Крестьянской партий Украины (№ 30 в списке) в избирательном округе № 192 Хмельницкой области.
В Верховной раде был председателем подкомитета по регламенту комитета по вопросам регламента, депутатской этики и организации работы ВР Украины (июль 1998 — октябрь 2000), входил в состав комитета по вопросам законодательного обеспечения правоохранительной деятельности (с октября 2000), председательствовал в подкомитете по законодательному обеспечению реформы правоохранительных органов.
Входил во фракцию Социалистической партии и Крестьянской партии Украины («Левый центр») (май 1998 — сентябрь 1999), фракции «Родина» (8—18 февраля 2000), фракции «Солидарность» (с июня 2000).
С октября 1999 по декабрь 2002 — генеральный секретарь партии «Новая сила», с декабря 2002 по март 2003 года — председатель Киевской городской организации этой партии.